# Paridris opacus
Paridris opacus är en stekelart som först beskrevs av Jean-Jacques Kieffer 1910.  Paridris opacus ingår i släktet Paridris och familjen Scelionidae. Inga underarter finns listade i Catalogue of Life.